# Brama
Brama is een geslacht van straalvinnige vissen uit de familie van zilvervissen (Bramidae). Het geslacht is voor het eerst wetenschappelijk beschreven in 1801 door Bloch & Schneider.

## Soorten
- Brama australis (Valenciennes, 1837)
- Brama brama (Fries, 1837) – Braam
- Brama caribbea (Mead, 1972)
- Brama dussumieri (Cuvier, 1831)
- Brama japonica (Hilgendorf, 1878)
- Brama myersi (Mead, 1972)
- Brama orcini (Cuvier, 1831)
- Brama pauciradiata (Moteki, Fujita & Last, 1995)